# Chapalichthys pardalis
Espèce
Statut de conservation UICN

 CR B1ab(i,ii,iii,iv)+2ab(i,ii,iii,iv) : 
En danger critique

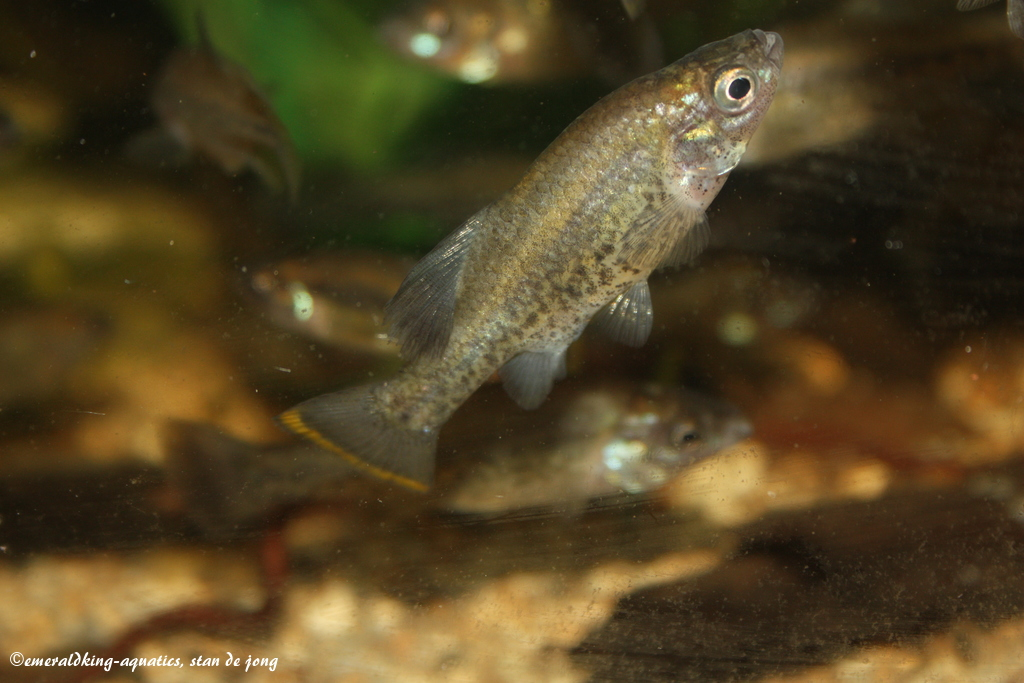
Spécimen de chapalichtys pardalis

Chapalichthys pardalis est une espèce de poisson de la famille des Goodeidae qui se rencontre au Mexique.

## Répartition géographique
Chapalichthys pardalis se rencontre dans la région de Michoacan au Mexique.

## Description
Chapalichthys pardalis atteint jusqu'à 7 cm. La femelle est un peu plus grande que le mâle. Ce poisson ressemble à Ameca splendens, qui est une espèce apparentée.  Le mâle et la femelle ont une coloration semblable: brun-beige tacheté de noir. La nageoire caudale est bordée de jaune-orangé.

## Paramètres de l'eau
Ce poisson préfère une eau dure et alcaline, à une température variant entre 18 et 22 °C. Le pH de l'eau doit se situer entre 7,2 et 8,0.

## Alimentation
Chapalichthys pardalis est un poisson omnivore.

## Comportement
Chapalichthys pardalis est un poisson paisible mais il peut se montrer agressif envers les poissons plus petits que lui.